# Ana Bornemissza
Ana Bornemisza (1630 – Ebesfalva, 5 de agosto de 1688) fue una noble húngara, princesa consorte de Transilvania y esposa del Príncipe Miguel Apafi I de Transilvania.

## Biografía
Ana nació en 1630 como hija del influyente noble húngaro Pablo Bornemisza, quien era capitán de la corte transilvana. En 1650 se casó con el Príncipe Miguel Apafi I de Transilvania. Cuando su esposo tomó parte en las campañas militares polacas contra los tártaros en 1657 y fue capturado, Ana consiguió reunir en tres años una enorme suma de 12.000 piezas de oro para pagar su rescate. Según fuentes contemporáneas, Ana tuvo gran influencia en su esposo y en el gobierno de Transilvania, en muchos casos coordinando estrategias de Estado junto al conde Miguel Teleki. De esta manera su manipulable esposo fue suplido en gran parte de sus labores de gobierno por estos dos últimos. Ana dio a luz 11 hijos con Miguel Apafi, de los cuales solamente uno consiguió llegar a la edad adulta: Miguel Apafi II, quien posteriormente se convirtió en Príncipe de Transilvania. Ha llegado hasta nuestro tiempo un libro de cocina de Ana Bornemissza de 1680. La historia de la familia de Ana fue trabajada posteriormente por el barón Nicolás Jósika en el siglo XIX.